# Nototriche erinacea
Nototriche erinacea là một loài thực vật có hoa trong họ Cẩm quỳ. Loài này được Hill mô tả khoa học đầu tiên năm 1948.